# 小行星3852
小行星3852（3852 Glennford）是一颗绕太阳运转的小行星，为主小行星带小行星。该小行星于1987年2月24日发现。

## 轨道参数
小行星3852的轨道半长轴为3.1101225 UA，离心率为0.19。